# كيني لالا
كيني لالا (3 أكتوبر 1991 بباريس في فرنسا - ) (بالفرنسية: Kenny Lala)‏ هو لاعب كرة قدم فرنسي في مركز الدفاع. لعب مع نادي باريس ونادي فالينسيان ونادي لانس.

## وصلات خارجية
- كيني لالا على موقع الاتحاد الأوربي (الإنجليزية)
- كيني لالا على موقع رابطة كرة القدم الفرنسية للمحترفين (الإنجليزية)
- كيني لالا على موقع إي إس بي إن إف سي (الإنجليزية)
- كيني لالا على موقع قاعدة بيانات كرة القدم.إي يو (الإنجليزية)
- كيني لالا على موقع ليكيب (الفرنسية)
- كيني لالا على موقع Soccerbase.com (لاعب) (الإنجليزية)
- كيني لالا على موقع Soccerway.com (الإنجليزية)
- كيني لالا على موقع عالم كرة القدم.نت (الإنجليزية)
- كيني لالا على موقع كووورة
- كيني لالا على موقع AS.com (الإسبانية)